# 山梨県立富士見支援学校
山梨県立富士見支援学校（やまなしけんりつ ふじみしえんがっこう）は、山梨県甲府市富士見に所在する、山梨県立中央病院に入院中の児童生徒を対象とした特別支援学校であり、小学部と中学部を設置している。また、旭分校は山梨県立北病院内に設置され、主に心因性疾患の治療を要する児童生徒を対象としている。

## 概要
転入および転出は、いずれも医師の診断に基づいて行われる。卒業学年に在籍している児童生徒については、前籍校での卒業を目指すことが原則とされており、小学部では2月末日、中学部では11月末日を目安に、前籍校への復帰が進められる。

## 沿革
- 1972年（昭和47年）4月 - 県立中央病院小児科病棟内に、県立養護学校中央病院分校（小学部）を開設[2]。
- 1975年（昭和50年）4月 - 校名を県立甲府養護学校中央病院分校に変更。
- 1978年（昭和53年）4月 - 中学部を開設。
- 1983年（昭和58年）12月 - 山梨県議会において、山梨県立富士見養護学校の設立を議決。
- 1984年（昭和59年）3月 - 県立病院敷地内の建物を改装し校舎とする。
- 1984年（昭和59年）4月 - 山梨県立富士見養護学校開校（小学部3学級・中学部2学級）、校旗を樹立。
- 1984年（昭和59年）11月 - 校歌を制定。
- 1993年（平成5年）11月 - 創立10周年記念式典を挙行。
- 1997年（平成9年）4月 - 旭分校を開校（小学部1学級、中学部4学級）、本校で通院生の受け入れを開始。
- 1997年（平成9年）8月 - 第34回関東甲信越地区病弱虚弱教育研究協議会山梨大会の主管校を務める。
- 1998年（平成10年）6月 - 文部省より「マルチメディアを活用した補充指導に関する調査研究」の協力校に指定（〜平成11年度）。
- 2001年（平成13年）4月 - 旭分校が国立特殊教育総合研究所の研究協力校に（2001～2003年度）。
- 2004年（平成16年）5月 - 本校および旭分校が「特別支援教育推進体制モデル事業」の推進校となる。
- 2005年（平成17年）3月 - 本校新校舎が完成。
- 2005年（平成17年）4月 - 創立22周年記念式典および新校舎完成記念行事を開催。関東甲信越地区病弱虚弱教育研究連盟事務局校を務める（〜平成18年度）。
- 2007年（平成19年）4月 - 学校教育法の改正により校名を「富士見支援学校」に変更。
- 2007年（平成19年）8月 - 全国病弱虚弱教育研究連盟および関東甲信越地区病弱虚弱教育研究連盟の山梨大会の主管校を務める。
- 2010年（平成22年）4月 - 山梨県立中央病院および北病院が法人化、地方独立行政法人山梨県立病院機構となる。
- 2013年（平成25年） - 創立30周年を迎える。
- 2015年（平成27年）4月 - 「高校生こころのサポートルーム」を設置（平成26年度より試行）。
- 2016年（平成28年）4月 - 「高校生こころのサポートルーム活用事業」として事業名を変更。
- 2017年（平成29年）8月 - 関東甲信越地区病弱虚弱教育研究連盟研究協議会山梨大会の主管校を務める。
- 2019年（平成31年）4月 - 山梨県教育委員会より「合理的配慮」実践研究指定校に指定（2019・2020年度）。同月、東京ZOZOより「オリンピック・パラリンピック教育実施校」認証を受ける。
- 2020年（令和2年）6月 - YBS山梨放送より24時間テレビを通じて「パラスポーツ体験キット（ボッチャセット）」の寄贈を受ける。
- 2021年（令和3年）4月 - 山梨県教育委員会指定「ICTを活用した授業づくり実践研究校事業」（遠隔教育研究実践研究校）として研究を開始。
- 2021年（令和3年）10月 - 「合理的配慮」実践研究により第36回時事通信社教育奨励賞を受賞。
- 2022年（令和4年）4月 - 山梨県総合教育センターに相談支援センターが新設され、「高校生こころのサポートルーム」が移管される。
- 2023年（令和5年）4月 - 「ICTを活用した授業づくり実践研究校事業」の遠隔教育研究（遠隔合同授業・訪問教育・その他）を継続。
- 2023年（令和5年）10月 - 創立40周年記念行事を開催。

## 歴代校長
- 初代：内藤 一麿
- 第2代：根岸 昭
- 第3代：金井 栄一
- 第4代：中島 資夫
- 第5代：中島 仁
- 第6代：窪田 良弘
- 第7代：中澤 進
- 第8代：荻原 忠敬
- 第9代：内田 武人
- 第10代：神宮字 治彦
- 第11代：寺田 幸子
- 第12代：辻 泰
- 第13代：山本 隆
- 第14代：飯島 節生
- 第15代：谷戸 髙志
- 第16代：石原 一彦
- 第17代：中村 千尋
- 第18代：小倉 正一
- 第19代：雨宮 靖子

## 所在地
本校（山梨県立中央病院内）
〒400-0027　山梨県甲府市富士見一丁目1-1
旭分校（山梨県立北病院内）
〒407-0046　山梨県韮崎市旭町上條南割3314-13 